# Cittadella di Casoria
Cittadella di Casoria, detta anche Cittadella di Arpino, ufficialmente località La Cittadella o anche solo località Cittadella, è una località abitata del comune di Casoria, nella città metropolitana di Napoli, in Campania. Si tratta di un agglomerato urbano costituente parte integrante della frazione Arpino.

## Geografia fisica
Si trova nel quadrante sud del comune di Casoria, a nord-est del centro di Arpino, a ovest dei comuni di Volla e Casalnuovo di Napoli e a sud-est del comune di Afragola. In particolare confina con la contrada Salice al confine tra Afragola e Casalnuovo, sulla strada per Tavernanova, e con le località Cantariello, Mulino Vecchio e Murillo Fatigati di Afragola.

## Storia
La località di Cittadella, esattamente come la frazione di Arpino, nacque per scorporo dai comuni di Afragola e di San Sebastiano al Vesuvio, da cui nacque anche il comune di Volla. Essendo in parte costituita dall'antico villaggio di San Salvatore delle Monache (adesso contrada San Salvatore), fu uno dei villaggi dalla cui riunione ebbe origine la città di Afragola. La Cittadella negli ultimi anni ha subito un forte sviluppo demografico e vi sono presenti molte attività commerciali ed industriali.

## Infrastrutture e trasporti

### Strade
La Cittadella è attraversata dalla via Nazionale delle Puglie, tratto urbano della variante della strada statale 7bis di Terra di Lavoro, che nell'adiacente tratto del comune di Casalnuovo assume la denominazione di via Filippo Manna.